# Naturschutzgebiet Duvenwischen

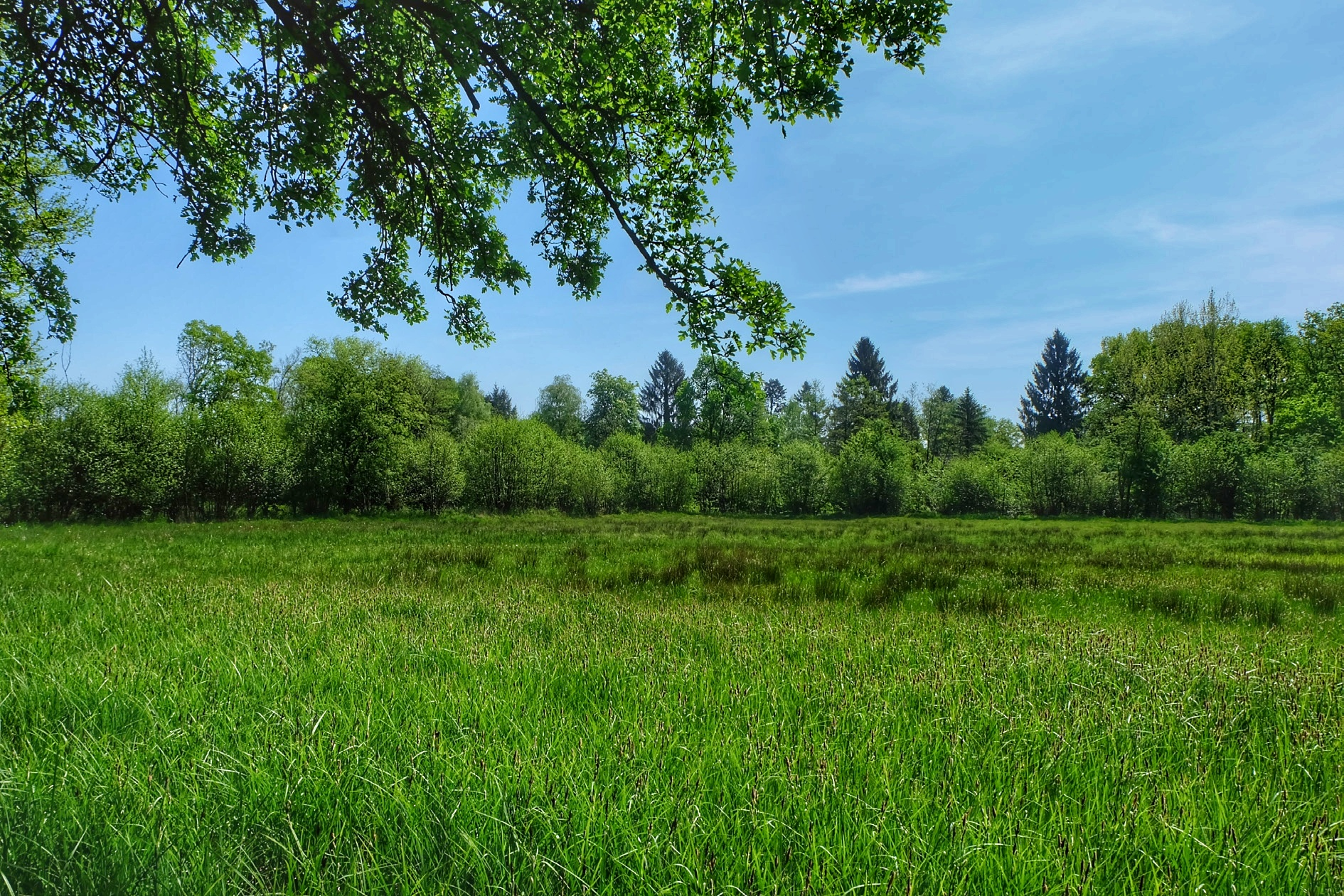
Blick vom nördlichen Randbereich der Buschwiese nach Süden

Das Naturschutzgebiet Duvenwischen liegt in der Hamburger Gemarkung Volksdorf an der Landesgrenze zu Schleswig-Holstein, direkt angrenzend an das Naturschutzgebiet Heidkoppelmoor und Umgebung. Eine Besonderheit des Schutzgebietes ist, dass die dazugehörige 0,8 ha große Buschwiese eine hamburgische Exklave mit einer Feuchtwiese inmitten des benachbarten schleswig-holsteinischen Naturschutzgebietes ist.
Das Naturschutzgebiet im Nordosten Hamburgs hat eine Größe von 43,6 ha und ist durch wertvolle Waldflächen, Feucht- und Nassgrünland geprägt, die einen hohen Artenreichtum kennzeichnen und eine wichtige Biotopverbundfunktion aufweisen.

## Schutzstatus
Die Verordnung wurde am 9. April 2019 vom Hamburger Senat als 35. Naturschutzgebiet beschlossen.

Naturschutzgebiet Duvenwischen: Kartenvergleich 1880, 1938 und 2019

## Lebensräume, Pflanzen- und Tierwelt sowie Böden

### Lebensräume
Das Gebiet Duvenwischen weist insgesamt 25 Biotoptypen auf. Es zeichnet sich somit auf engstem Raum durch eine große strukturelle Vielfalt aus.
Insbesondere die Sümpfe, die Binsen- und Simsenriede der Gussauwiese, die besonders nasse, vom Naturschutzgebiet Heidkoppelmoor und Umgebung eingerahmte „Buschwiese“, die Erlen- und Birkenbruchwälder und die Moorwälder nährstoffarmer Standorte stellen hochgradig wertvolle Biotope dar.
Insgesamt sind neun Biotoptypen nach § 30 des Bundesnaturschutzgesetzes geschützt. Dies verdeutlicht das große Potenzial des betrachteten Gebietes vor allem als Verbundachse für Tier- und Pflanzenarten typischer Niedermoorstandorte.
Neben den genannten besonders wertvollen Offenlandbiotopen finden sich insbesondere im nördlichen Abschnitt des Untersuchungsgebietes strukturreiche, bodensaure Eichen-Mischwälder, die ebenfalls besonders wertvoll sind und mit 19 % den flächenmäßig größten Anteil des Gebietes ausmachen.
Hervorzuheben ist die räumliche Lage des Gebietes Duvenwischen zwischen beiden Naturschutzgebieten. So befindet sich südlich des Gebietes, über den Katthorstpark miteinander verbunden, das Naturschutzgebiet Volksdorfer Teichwiesen. Im Norden grenzt an der Landesgrenze direkt das schleswig-holsteinische Naturschutzgebiet Heidkoppelmoor und Umgebung. Das Gebiet Duvenwischen besitzt somit eine wichtige Funktion als Verbundkorridor im länderübergreifenden Schutzgebietssystem zwischen Hamburg und Schleswig-Holstein.
Das Gebiet ist insbesondere im westlichen, südlichen und südöstlichen Bereich durch vorwiegend Einzelhausbebauung begrenzt. Im Nordosten grenzt das denkmalgeschützte Wohnquartier Rittmeisterkoppel mit Reihen- und Einzelhausbebauung an.

### Pflanzenwelt
Den im Schutzgebiet dominierenden Lebensräumen Sumpf und Laubwald ist, neben der Schönheit und der landschaftlichen Eigenart, auch eine besondere Bedeutung als Lebensraum für spezialisierte und gefährdete Tiere und Pflanzen eigen. So gedeihen hier verschiedene charakteristische Pflanzenarten der Niedermoore, darunter gefährdete Arten wie z. B. die Blasen- und Hirsen-Segge. Im Gebiet wurden insgesamt 34 Pflanzenarten der Roten Liste Hamburg kartiert. Hierunter befinden sich auch sehr seltene Arten, wie der Große Klappertopf, die Blaugrüne Segge, die Sparrige Binse, Bach- und Sumpf-Sternmiere, Sumpfdotterblume, die Berg-Platterbse, der Kleine Baldrian und der Teufelsabbiss. Der in Hamburg vom Aussterben bedrohte Teufelsabbiss hat hier einen seiner wenigen Standorte.
Im Gebiet finden sich die in Anhang I der Fauna-Flora-Habitat-Richtlinie (FFH-RL) genannten Lebensraumtypen (FFH-LRTs) Waldmeister-Buchenwälder (Code-Nr. 9130), Alte bodensaure Eichenwälder auf Sandböden mit Stieleiche (Code-Nr. 9190), Moorwälder (Code-Nr. 91D0) und Erlen-Eschen- und Weichholzauenwälder (Code-Nr. 91E0) in einem überwiegend günstigen Erhaltungszustand.

### Tierwelt
Insgesamt konnten im Gebiet Duvenwischen 825 Tierarten kartiert werden. Davon werden 83 Arten (ca. 10,2 %) in einer Gefährdungskategorie der Roten Liste Deutschlands bzw. 163 Arten in einer Gefährdungskategorie nach den Roten Listen norddeutscher Bundesländer (ca. 19,9 %) geführt.
Mit 561 nachgewiesenen Arten (67,9 % der Gesamtartenliste) stellen die Käfer die artenreichste untersuchte Tiergruppe dar. Von diesen Käferarten werden 104 in den Roten Listen Schleswig-Holsteins oder/und der Bundesrepublik Deutschlandgeführt, das entspricht ca. 18,5 % des erfassten Käferarteninventars. Dieser Wert ist vergleichsweise hoch. Neben dem hohen Anteil gefährdeter Alt- und Totholzbewohner ist dieser Wert auf das Vorkommen zahlreicher gefährdeter Arten des Feuchtgrünlands auf der Buschwiese zurückzuführen. Insgesamt wurden hier alleine 211 Käferarten, darunter 25 Rote-Liste-Arten nachgewiesen. Die xylobionte (Totholz-)Fauna des Gebietes ist mit 193 nachgewiesenen Käferarten, von denen 60 in den Roten Listen geführt werden, als artenreich und wertvoll zu bezeichnen. Zwei der nachgewiesenen Xylobionten (Allecula rhenana und Corticeus fasciatus) gehören wegen ihrer hohen Ansprüche an die Qualität und Kontinuität der von ihnen besiedelten Strukturen zu den sogenannten „Urwaldrelikt-Arten“, den bundesweit anspruchsvollsten Alt- und Totholzbewohnern. Ihr Vorkommen unterstreicht den besonderen naturschutzfachlichen Wert des Gebietes.
Innerhalb der aquatischen Insektengruppen (Libellen, Eintags-, Stein- und Köcherfliegen) konnten 61 Arten, von denen sieben Arten (ca. 11,5 %) in den Roten Listen Schleswig-Holsteins oder/und der Bundesrepublik Deutschland geführt werden, nachgewiesen werden. Für die Köcherfliegenart Oecetis tripunctata gelang erstmals ein Nachweis für den nordwestdeutschen Raum. Innerhalb der Libellen kommen mit der Glänzenden Binsenjungfer sowie der Nordischen Moosjungfer ebenfalls zwei gefährdete Arten vor. Insgesamt ist die Artenzahl aquatischer Insekten hoch und das, obwohl sowohl pflanzenreiche Stillgewässer als auch größere, strukturreiche Fließgewässer weitestgehend fehlen. Die hohe Artenzahl lässt sich vor allem mit dem Auftreten typischer Arten kleinerer, totholzreicher Waldbäche sowie von Quellbewohnern in den Gruppen Eintags-, Stein- und Köcherfliegen, die mitunter an ein Trockenfallen ihrer Entwicklungsgewässer angepasst sind, begründen. Die hohe Wasserstandsdynamik sowie strukturelle Vielgestaltigkeit der Quellbereiche von Depenreiengraben und Gussau ist für den Erhalt dieser speziellen Artengemeinschaften von großer Bedeutung.
Bei den neun nachgewiesenen Heuschreckenarten finden sich mit Sumpfschrecke, Großer Goldschrecke, Säbel-Dornschrecke und Gemeiner Dornschrecke Charakterarten von Nass- und Feuchtwiesen, die in der Roten Liste Hamburgs als gefährdet eingestuft sind. Das Vorkommen dieser vier Arten verdeutlicht die permanent hohe Wassersättigung in Teilen Gebietes und die damit verbundene hohe Naturnähe.
Von 16 Tagfalter-Arten werden fünf Arten in den Roten Listen Schleswig-Holsteins oder/und der Bundesrepublik Deutschland geführt, dies entspricht 31,2 %. Mit dem in der Roten Liste Hamburgs als stark gefährdet gelisteten Mädesüß-Perlmuttfalter konnte eine an feuchte Offenlandbiotope angepasste und hoch spezialisierte Tagfalterart nachgewiesen werden.
Bei den Amphibien findet sich ein kleines, aber stabiles Vorkommen vom bundesweit gefährdeten Moorfrosch und den Arten Grasfrosch und Erdkröte. Auch der Teichmolch hat hier einen Lebensraum gefunden.
Die Vogelwelt des Untersuchungsgebietes Duvenwischen umfasst 61 Arten, darunter 11 Arten, die in einer Gefährdungskategorie der Roten Liste Hamburgs geführt werden (19,4 %). Als Brutvögel besetzten 29 Arten insgesamt 266 Reviere. Innerhalb der naturschutzfachlich interessanten Gruppe der Höhlenbrüter mit 11 Arten kann hier der Mittelspecht als Zeiger für reich strukturierte Wälder mit einem möglichst großen Alt- und Totholzanteil hervorgehoben werden.
Verschiedene Fledermausarten wurden – zumindest als Nahrungsgäste – im Bereich um den zentralen Teich kartiert. Als Beispiele seien Breitflügelfledermaus, Großer Abendsegler und Zwergfledermaus genannt.

### Böden
Bei Bohrungen im Quellgebiet der Gussau zwischen den Straßen Gussau und Lerchenberg wurden zwischen 0.40 bis 2 m mächtige Torfe erbohrt. Die Torfe bestehen aus Erlentorf, Kräutertorf und Moostorf und werden von Sand und Geschiebelehm unterlagert. Der Zersetzungsgrad der Torfe ist bei hoch anstehenden Grundwasserständen lediglich im Oberboden weiter fortgeschritten. Eine durch Entwässerung und Nutzung bedingte Vererdung oder Vermulmung der Oberböden konnte nicht festgestellt werden. Die Niedermoorböden weisen in diesen Bereichen weitgehend natürliche Eigenschaften auf und sind als Archiv der Naturgeschichte als hochwertig einzustufen. Nach Nordosten folgen in unmittelbarer Nähe weitere kleinere Torfvorkommen auf ausgedehnten Grünlandwiesen westlich der Straße Rittmeisterkoppel und im „Alten Torfmoor“ an der Straße Moorredder.

### Gewässer

Moorbek oberhalb der Einmündung vom Depenreiengraben

Das Gebiet Duvenwischen verfügt nur in geringem Umfang über Fließ- und Stillwasserkörper. Der nördliche Bereich (nördlich des Straßenzuges Gussau) entwässert über den Depenreiengraben nach Norden in die Moorbek. Unterhalb der Einmündung des Depenreiengrabens wird das Gewässer als Lottbek bezeichnet. Die Lottbek gehört dem berichtspflichtigen Gewässernetz gemäß EG-Wasserrahmenrichtlinie an.
Der südliche Bereich entwässert über die Gussau nach Süden. Die Gussau mündet nach nur wenigen Hundert Metern Fließstrecke im Naturschutzgebiet Volksdorfer Teichwiesen in die Saselbek.
Durch das Gebiet verläuft somit eine Wasserscheide auf Höhe des Straßenzuges Gussau zwischen dem Einzugsgebiet der Lottbek im Norden und der Saselbek im Süden.
Neben dem Stauteich der Lottbek im Nordwesten des Gebietes findet sich nur noch ein weiterer künstlicher Teich von ca. 0,5 ha. Darüber hinaus gibt es im Gebiet lediglich zwei kleine Falllaubtümpel, die im Saisonverlauf komplett trockenfallen.

### Denkmalschutz
Das 1910/11 nach den Plänen des Architektenbüros Alfred Jacob & Otto Ameis vom Speditionskaufmann Martin Uhlmann für 110.000 Mark errichtete Landhaus Duvenwischen 70 mit Eingangstor, eingebunden in Teile eines Landschaftsparks mit Teich und Insel, ist als Ensemble 1990 als Baudenkmal dem Schutz des Denkmalschutzgesetzes unterstellt worden.
Das repräsentative Gebäudeensemble wurde asymmetrisch um einen Hof herum gebaut, an den sich Stallungen und Gebäude für das Fuhrwerk anschlossen. Mit diesem bürgerlichen Landhausstil grenzten sich Architekten und Besitzer von den Stadthäusern des hanseatischen Bürgertums ab.
Das Baudenkmal mit dem Wohnhaus, dem Eingangstor und Teile der Gartenanlage sind aus dem Naturschutzgebiet ausgespart.
Das unter Denkmalschutz stehende Grundstück mit Teich und Wohnhaus/Atelier der Künstlerfamilie Maetzel grenzt im südöstlichen Bereich (Langenwiesen 15) ebenfalls an das Naturschutzgebiet.